# (467195) 2016 EP129
(467195) 2016 EP129 es un asteroide perteneciente al cinturón de asteroides, descubierto el 27 de septiembre de 2009 por el equipo Spacewatch desde el Observatorio Nacional de Kitt Peak (Arizona, Estados Unidos).